# Jonathan Salinas Duque
Jonathan Jesús Salinas Duque (Rubio, Táchira, 31 de maig de 1990) és un ciclista veneçolà amateur. El 2017 va aconseguir la victòria final a la Volta al Táchira.

## Palmarès
- 2011
  - Vencedor de 2 etapes a la Volta a Trujillo
  - Vencedor d'una etapa a la Volta a Bolívia
- 2013
  - 1r a la Volta a Trujillo i vencedor de 3 etapes
  - Vencedor de 2 etapes a la Volta a Bolívia
- 2014
  - 1r a la Volta a Veneçuela
  - 1r al Clásico Virgen de la Consolación de Táriba i vencedor d'una etapa
  - Vencedor d'una etapa a la Volta al Táchira
- 2015
  - Vencedor d'una etapa al Trofeu del Carib
  - Vencedor d'una etapa a la Volta a Costa Rica
- 2016
  - Vencedor d'una etapa a la Volta al Táchira
  - Vencedor d'una etapa al Tour de Martinica
- 2017
  - 1r a la Volta al Táchira i vencedor de 2 etapes
- 2018
  - Vencedor de 2 etapes al Tour de Guadalupe
- 2019
  - Vencedor d'una etapa a la Volta al Táchira
  - Vencedor d'una etapa al Tour de Marie-Galante
  - Vencedor d'una etapa al Tour de Guadalupe